# Tempel van Mercurius
De Tempel van Mercurius (Latijn: Aedes Mercurii) was een Romeinse tempel gewijd aan de god Mercurius in het oude Rome.
De handelsgod Mercurius werd al vroeg in de Romeinse geschiedenis vereerd. Zijn eerste echte tempel werd in 495 gebouwd op de helling van de heuvel Aventijn, die over het Circus Maximus uitkeek.
De bouw van de tempel vond plaats in een periode van sociale onrust, waarin de plebejers streden voor meer rechten tegenover de patriciers. De consuls van 495 waren Appius Claudius Sabinus Regillensis en Publius Servilius Priscus Structus. Claudius was sterk tegen meer rechten voor de plebejers, terwijl Servilius wel sympathiseerde met hun wensen. Dit leidde tot grote onenigheid tussen de beide machthebbers, die daarom ook ruzie kregen over wie nu de Tempel van Mercurius mocht inwijden. De senaat kwam er niet uit en verwees de vraag door naar de volksvergadering, waar men besloot om de beide consuls over te slaan en deze grote eer gaf aan de centurion van het eerste legioen, Marcus Laetorius. Dat een op zich redelijk eenvoudige soldaat een tempel mocht inwijden was zeer ongebruikelijk, maar de achterliggende bedoeling was dan ook vooral het beledigen van de zittende consuls door het volk. De tempel werd op de ides van mei door Laetorius ingewijd.
De tempel werd vooral gebruikt door handelaren en verkopers. Op een munt die werd uitgegeven tijdens de regering van Marcus Aurelius staat een tempel van Mercurius afgebeeld, mogelijk die op de Aventijn. Deze tempel lijkt een bijzonder uiterlijk te hebben gehad. In plaats van zuilen droegen vier hermen het fronton. Er zijn geen restanten van het heiligdom teruggevonden.